# RTS Un
RTS Un is de eerste van de drie televisiezenders van de Franstalige omroep Radio Télévision Suisse in Zwitserland. De televisiezender maakt deel uit van het samenwerkingsverband SRG SSR tussen omroepen in Zwitserland.

## Geschiedenis
De eerste uitzending van RTS Un, toentertijd TSR, vond plaats op 1 november 1954 in Genève. Het was tevens ook de eerste televisie-uitzending in de geschiedenis van Zwitserland.
Sinds 2013 zendt de zender ook in HD uit.
Doordat de zendmast van de omroep in Genève staat kan de zender ook worden ontvangen in Valle d'Aosta, Italië.